# بابلو آيلا
بابلو آيلا (بالإسبانية: Pablo Isla)‏ هو رائد أعمال ومحامي إسباني، ولد في 22 يناير 1964 في مدريد في إسبانيا.

## روابط خارجية
- بابلو آيلا على موقع مونزينجر (الألمانية)